# Carmen Land

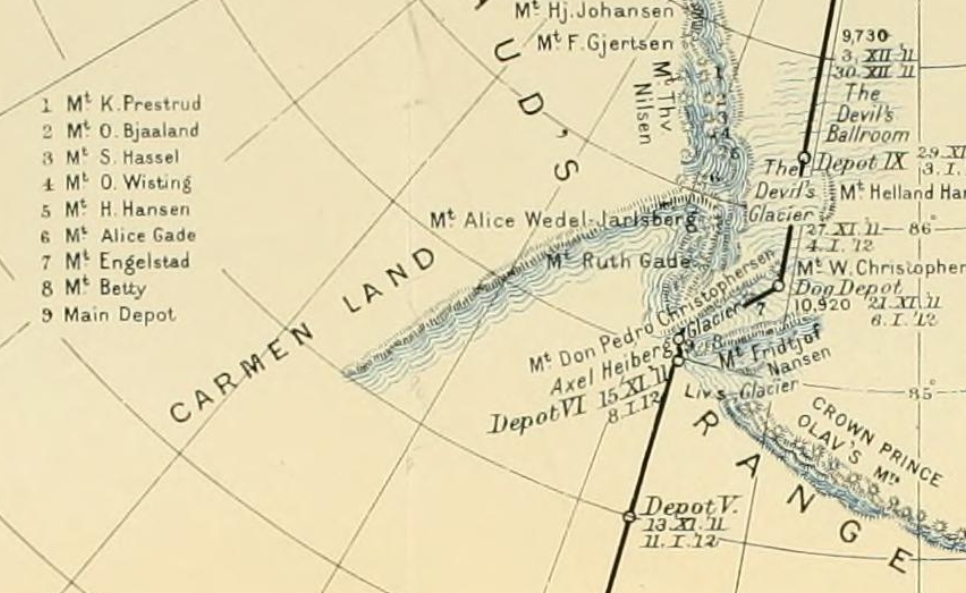
Carmen Land auf Amundsens Karte des antarktischen Kontinents, 1912

Carmen Land war eine Gebirgsregion Antarktikas, die der norwegische Forscher Roald Amundsen während seiner Südpol-Expedition der Jahre 1910–1912 glaubte entdeckt zu haben. Auf einer von ihm im Anschluss an die Expedition veröffentlichten Karte Antarktikas erstreckte sich das Gebiet zwischen dem 86. und 84. südlichen Breitengrad östlich des Königin-Maud-Gebirges. Die Existenz der Region wurde durch spätere Expeditionen widerlegt.
Zu Beginn des 20. Jahrhunderts war das Innere des antarktischen Kontinents noch nahezu gänzlich unerforscht. So herrschte zum Zeitpunkt von Amundsens Expedition beispielsweise noch Unklarheit darüber, ob es sich um einen einzigen Kontinent handelte oder um zwei Landmassen, die durch eine Verbindung von Rossmeer und Weddell-Meer getrennt wurden.
Während des Aufstiegs zum Südpol, dessen Erreichung ihnen einen Eintrag in die Geschichtsbücher sichern würde, blickten Amundsen und seine Männer aus einer Höhe von über einem Kilometer hinab auf das Gebiet zwischen Südpol und Küste. Dabei sichteten sie laut Amundsen am Horizont ein Gebiet, das sich bei etwa 84° südlicher Breite erstreckte. Auf ihrem Rückweg vom Südpol in Richtung ihres Lagers Framheim an der Küste sichtete die Gruppe von ihrem Standort bei 81° 20' südlicher Breite aus ebenfalls eine hoch gelegene, kahle Gebirgsregion bei etwa 82° südlicher Breite. Vom Aussehen des Himmels darüber schlossen sie, dass sich dieses Land von Nordosten nach Südwesten erstreckte. Sie nahmen an, dass es sich um das bereits auf dem Weg zum Pol gesichtete Gebiet handeln müsse. Amundsen folgerte daraus, dass es sich um ein zusammenhängendes Gebiet handele, das er daraufhin nach Don Pedro Christophersens Ehefrau oder Tochter (beide trugen den Namen Carmen) Carmen Land taufte. Amundsen schrieb später, dass er sich aufgrund dieser Beobachtungen zwar relativ sicher war, dass sich das Gebiet mindestens zwischen 86° südlicher Breite und ihrer damaligen Position bei etwa 81° 30' südlicher Breite – und vielleicht sogar noch weiter Richtung Nordosten – erstrecken musste, wagte es aber nicht, das Gebiet in dieser Größe auf seiner Karte zu verzeichnen. Er begnügte sich damit, das Gebiet zwischen 86° und 84° südlicher Breite als Carmen Land einzuzeichnen, den Rest bezeichnete er als „Anschein von Land“. In der Folge fand sich das Carmen Land in Atlanten der damaligen Zeit wieder.
Die Entdeckung des Carmen Lands wurde als wichtige Errungenschaft der Expedition angesehen, denn seine Existenz schien zu beweisen, dass es sich bei Antarktika in der Tat um eine einzige, durchgehende Landmasse handelte. In seinem Buch über die Expedition, „Sydpolen“ Band II, aus dem Jahre 1912 sagte Amundsen voraus, dass die Erkundung des Gebiets eine lohnende Aufgabe für Polarforscher darstellen würde. Von Manchen wurde er nach der Veröffentlichung der Karte sogar für seine Vorsicht bezüglich der Existenz und Dimensionen Carmen Lands kritisiert. Ein Kritiker befürchtete etwa, dass ein späterer Polarforscher hierdurch die Entdeckung des Lands für sich beanspruchen würde.
Mehr als ein Jahrzehnt später erreichte 1928 die Byrd Antarctic Expedition unter Leitung des Amerikaners Richard E. Byrd die Antarktis. Er begann von der Bucht der Wale ausgehend mit der Erforschung und Kartierung des Inneren des Kontinents per Flugzeug. Im November 1929 wurde auch das Gebiet um das Königin-Maud-Gebirge erkundet – auch in der Absicht, das von Amundsen beschriebene Carmen Land genauer zu untersuchen. Am 18. November 1929 machte sich eines der Flugzeuge in der von Amundsen angegebenen Region auf die Suche nach dem Gebiet. Die Männer flogen 50 Meilen und konnten mindestens 50 weitere Meilen weit sehen, doch das von Amundsen beschriebene Gebiet konnten sie nicht entdecken. Auch ein anderer Flug in das Gebiet sowie eine Gruppe, die sich mit Hundeschlitten zu Forschungszwecken zum Königin-Maud-Gebirge aufgemacht hatte, konnten das Carmen Land nicht entdecken. Byrd kam zu dem Schluss, dass Amundsen einem Irrtum erlegen war.
Somit war die Existenz des Carmen Lands widerlegt. Man geht davon aus, dass Amundsen durch die häufig in arktischen Schneegebieten vorkommenden Luftspiegelungen oder hohe Eispressrücken in der betreffenden Gegend in die Irre geführt worden war. Doch auch wenn das Carmen Land selbst nicht existierte, wurde die daraus gezogene Schlussfolgerung bezüglich der zusammenhängenden Landmasse Antarktikas durch spätere Forschungen bestätigt.